# قزمة الحوت I
قزمة الحوت I (مجرة الحوت القزمة الأولى - وتسمى أيضا كثافة الحوت المفرطة) (بالإنجليزية: Pisces I Dwarf Galaxy)‏ هي تكتل من النجوم في هالة درب التبانة قد تكون عبارة عن مجرة قزمة كروية ممزقة . تقع في كوكبة الحوت بالقرب من المستوي، حيث تقع سحابتا ماجلان وقد تكون هناك صلة بين تيار ماجلان وهذه المجرة.
اكتشفت الحوت I في عام 2009 من خلال تحليل توزيع نجوم (RR) القيثارة في المجرة في البيانات المستقاة من مسح سلووان الرقمي للسماء. تقع المجرة على مسافة تقدر بحوالي 80 الف فرسخ فلكي من الشمس وتتحرك نحو الشمس بسرعة تقارب 75 كم/ثانية.
الحوت I واحدة من أصغر وأخفت المجرات القمرية المعروفة لدرب التبانة وتقدر كتلتها على الأقل بما يقارب 105 كتلة شمسية. ومع ذلك فإن حجمها كبير يمتد لعدة درجات (حوالي 1 الف فرسخ فلكي) ويمكن أن تكون في مرحلة انتقالية بين مجرة مقيدة بالجاذبية ونظام غير مقيد نهائيا.